# الحمام
ال حمام یک منطقهٔ مسکونی در یمن است که در استان ابین واقع شده‌است.